# Pavaštica
Pepeljevac (cyr. Пепељевац) – wieś w Serbii, w okręgu toplickim, w gminie Kuršumlija. W 2011 roku liczyła 15 mieszkańców.